# François Bouchot

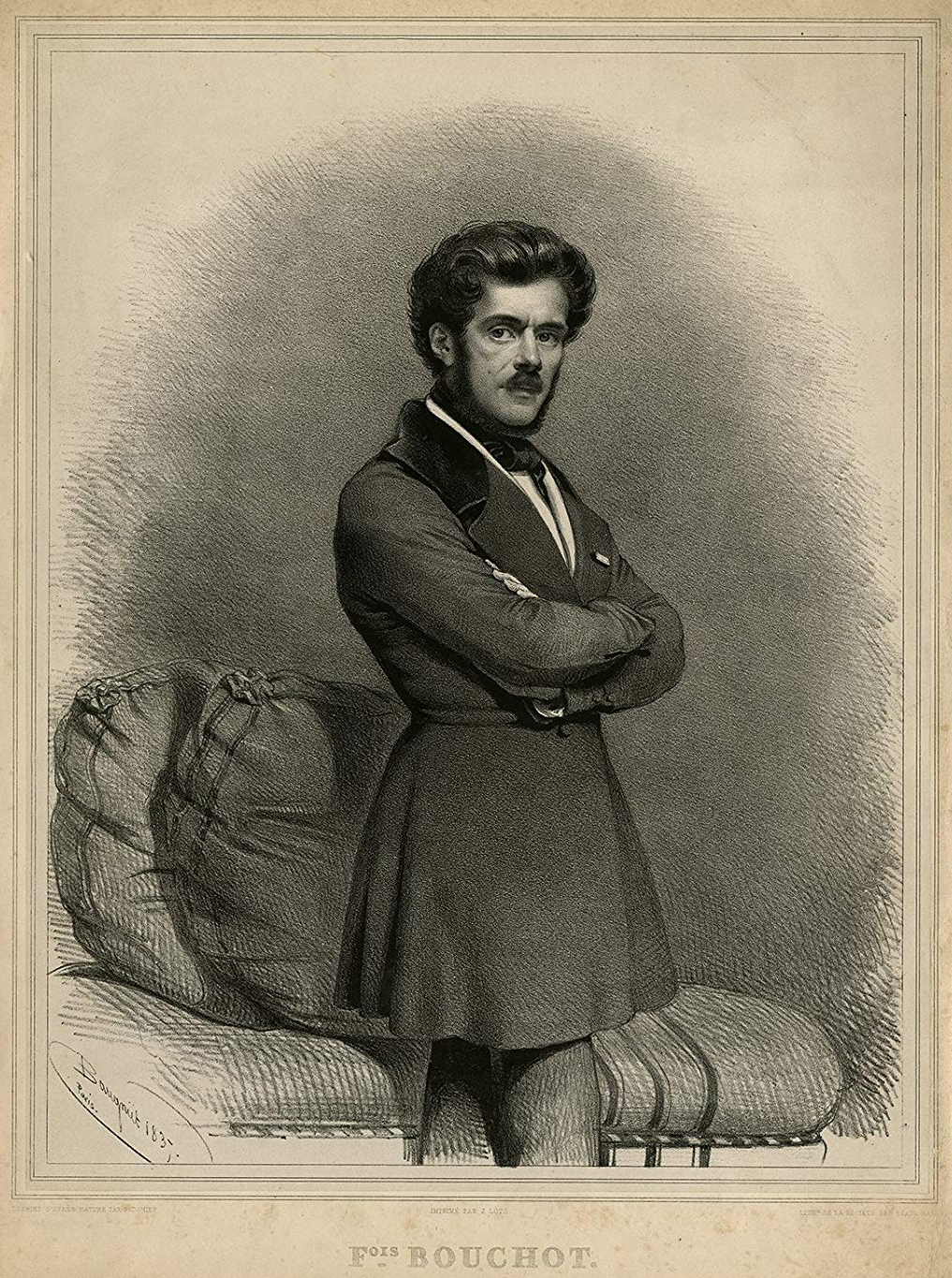
François Bouchot

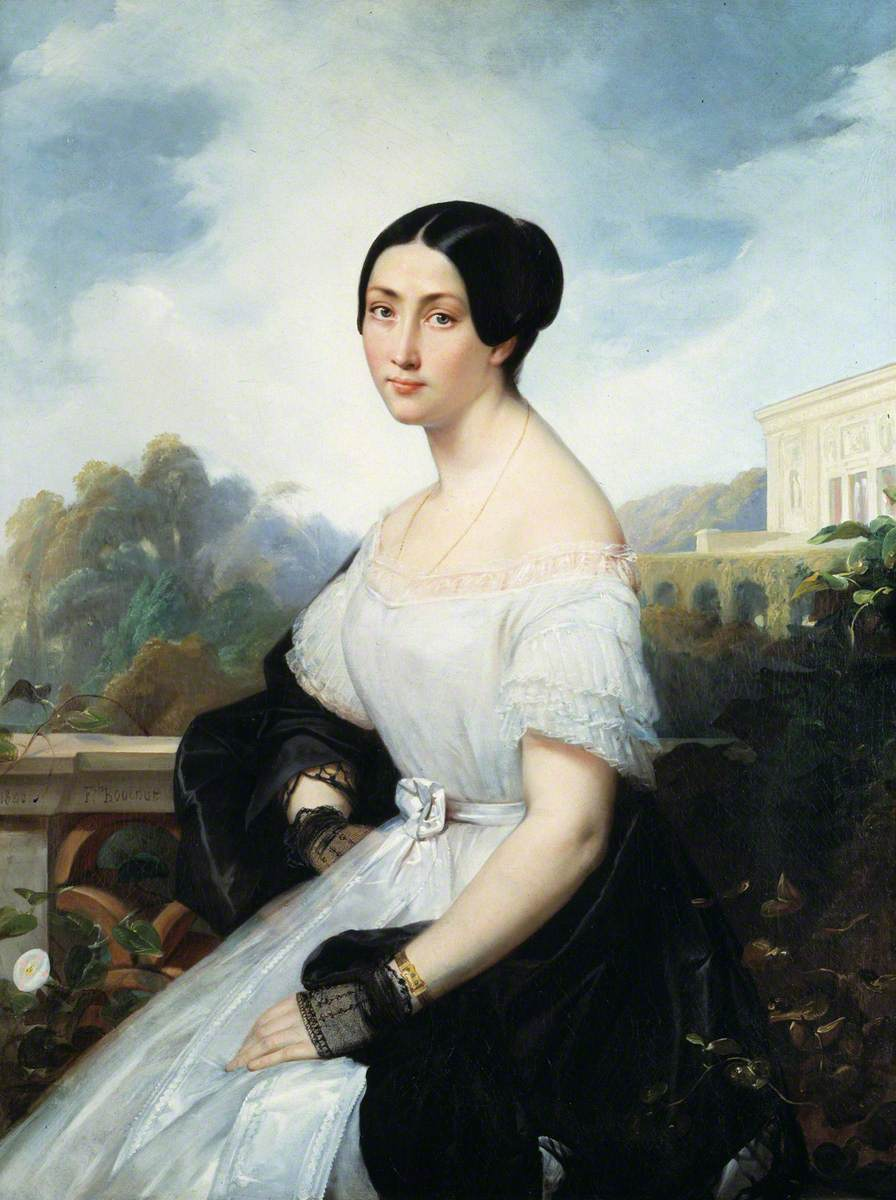
Italienische Opernsängerin Giulia Grisi

François Bouchot (* 29. November 1800 in Paris; † 7. Februar 1842 ebenda) war ein französischer Historienmaler und Kupferstecher. 
Nach dem ersten Unterricht beim Kupferstecher Théodore Richomme, studierte François Bouchot an der École des Beaux-Arts in Paris bei Jean-Baptiste Regnault und Guillaume Guillon-Lethière, 
1823 gewann er den Großen Preis von Rom, nachdem er im Jahr zuvor den zweiten Preis erhalten hatte. Sein Aufenthalt in Italien dauerte sieben Jahre.
Er wurde 1835 mit dem Ritterorden der Ehrenlegion ausgezeichnet.
Er führte mehrere Aufträge für König Louis-Philippe I. aus, darunter „Die zweite Schlacht um Zürich am 25. September 1799“ (1837, in der Schlachtengalerie des Palastes von Versailles). François Bouchot ist auch der Autor des Gemäldes über den Staatsstreich des 18. Brumaire VIII.
Er schuf ein Wandgemälde im Innenraum der Pariser Madeleine-Kirche.
François Bouchot heiratete Francesca, eine der Töchter des Opernsängers Luigi Lablache, die nach seinem vorzeitigen Tod den österreichischen Pianisten Sigismund Thalberg heiratete.